# Lies Bonnier
Elisabeth Johanna Maria Bonnier –conocida como Lies Bonnier– (Bolduque, 8 de julio de 1925) es una deportista neerlandesa que compitió en natación. Ganó una medalla de plata en el Campeonato Europeo de Natación de 1950 en la prueba de 200 m braza.

## Palmarés internacional
| Campeonato Europeo | Campeonato Europeo | Campeonato Europeo | Campeonato Europeo |
| Año                | Lugar              | Medalla            | Prueba             |
| ------------------ | ------------------ | ------------------ | ------------------ |
| 1950               | Viena (Austria)    | Medalla de plata   | 200 m braza        |